# Kleiner Roland

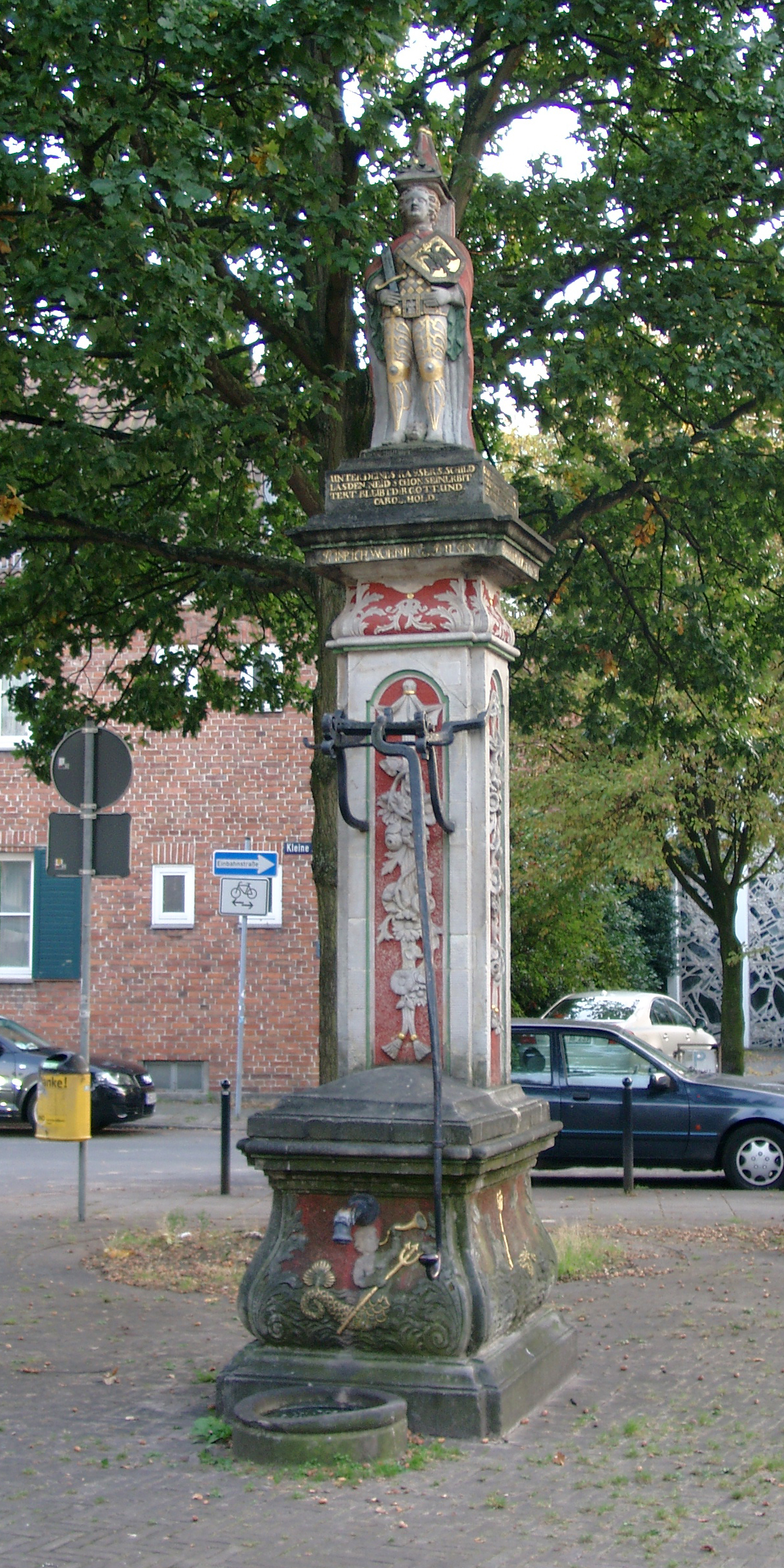
Kleiner Roland

Das Denkmal Kleiner Roland, auch Rolandbrunnen genannt, steht in der Bremer Neustadt, am Südende des Neuen Markts. Es wird in der Liste der Denkmale und Standbilder der Stadt Bremen geführt.
Die Brunnensäule entstand 1737 vermutlich in der Werkstatt des Bildhauers Theophilus Wilhelm Frese. Sie besteht aus Obernkirchener Sandstein, auch oft Bremer Stein genannt wegen seiner häufigen Verwendung in Bremen. Der Brunnensockel ist mit einer besonders schönen Ornamentik verziert. Aus der Werkstatt von Frese, Bremens berühmtestem Barockbildhauer, stammen in Bremen u. a. das Fassadendekor von 1755 am Haus der Stadtsparkasse (Markt 12), ein Sarkophag und ein Epitaph im Bremer Dom und weitere Werke im Focke-Museum.
Der Bremer Roland von 1404 auf dem Bremer Marktplatz ist für die Bremer das Symbol bürgerlicher Rechte und Freiheiten. 
Die Neustadt im Bremer Süden entstand erst ab dem 17. Jahrhundert nach dem Ausbau der Bremer Stadtbefestigung. Die Neustädter Bürger, mit zunftungebundenen Gewerbe wie Schuhmacher oder Zigarrenmacher, hatten seit 1642 lediglich ein sehr eingeschränktes Bürgerrecht. Sie stellten deshalb selbstbewusst ihren eigenen Roland auf. Die Figur wurde 1737 von der 1. Neustädter Bürgerkompanie gestiftet und als Schmuck des öffentlichen Brunnens im Pferdegang der Osterstraße in der Alten Neustadt aufgestellt. Sie wurde nach dem Vorbild des Rolands in der Altstadt geschaffen aber wegen ihrer bescheidenen Maße „Kleiner Roland“ genannt. „Ihr habt den Großen da stehen, wir stellen uns den Kleinen dahin. Wir sind ja nicht die große Stadt, wir sind die Kleine und das Anhängsel, aber wir sind genauso Stadt wie ihr“, sollen die Neustädter Stadtherren damals gesagt haben. Sie trägt die Inschrift:
„Steh dan ruhig Ruhlandsbild
Steh standvest und unerschüttert
Unter deines Kaysers Schild
Las den Neid schon sein erbittert
Bleibt dich Gott und Karol hold
Gläntst Dein Glück und Segensgold
Bis dis ganse Rund zersplittert.
Erste Compagnie Lieutenant
Hinrich Worninhhusen
Anno 1737“
1899 wurde der Rolandbrunnen an das Nordende des Neuen Markts und 1965 an dessen Südende, vor die neue St.-Pauli-Kirche, versetzt. Er steht unter Denkmalschutz.